# Monti Kleinrivier
I monti Kleinrivier sono una catena montuosa costiera sudafricana appartenente al più vasto sistema montuoso della Cintura di pieghe del Capo.
La cima più elevata è il Maanskynkop (964 m), il quale domina imponente l'intero panorama della baia di Walker.
I monti godono di un clima mediterraneo particolarmente mite, moderato da venti umidi e freschi provenienti dall'oceano Atlantico meridionale.